# Campiglossa absinthii
Campiglossa absinthii är en tvåvingeart som först beskrevs av Fabricius 1805.  Campiglossa absinthii ingår i släktet Campiglossa och familjen borrflugor. Arten är reproducerande i Sverige. Inga underarter finns listade.

## Bildgalleri

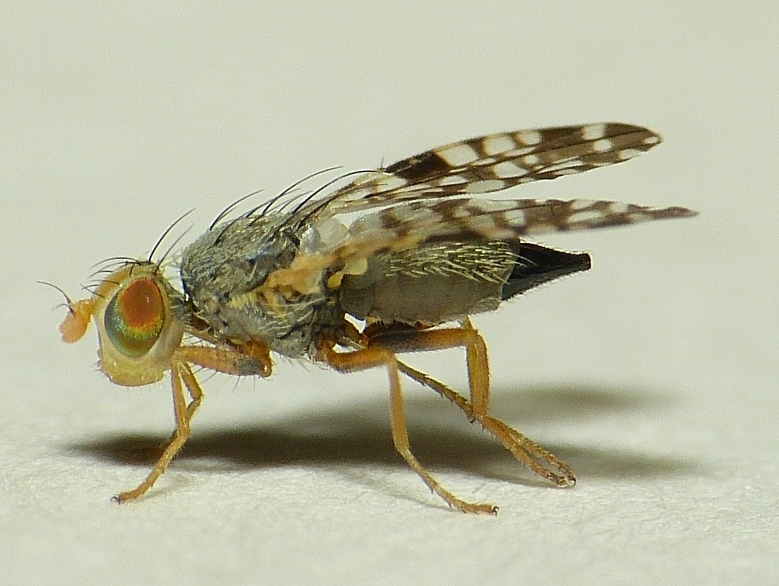